# آن د. غوردون
آن د. غوردون (بالإنجليزية: Ann D. Gordon)‏ هي مؤرخة أمريكية، ولدت في 1944.